# Mansskatt
Så kallad mansskatt har varit en idé om en skatt, eller någon annan finanspolitisk åtgärd, som skulle betalas eller finansieras av män för att öka jämställdheten i samhället. De som lagt fram förslag har bland annat hävdat att män har ett kollektivt ansvar för våld som drabbar kvinnor, och att detta skulle kunna regleras med politiska medel.
Mansskatt har även föreslagits som ett sätt för att löneskillnaden mellan män och kvinnor ska jämnas ut.

## Historia i Sverige
Uttrycket myntades genom tidningsartiklar som kommenterade en riksdagsmotion som åtta riksdagsledamöter i Vänsterpartiet, bland andra den tidigare partiledaren Gudrun Schyman lade fram 2004. Motionen innehöll inga yrkanden om nya skatter, och Schyman tydliggjorde att det inte handlade om att införa någon mansskatt. Den dåvarande jämställdhetsombudsmannen Claes Borgström tyckte att idén bidrog till jämställdhetsdebatten.
I en intervju i Sydsvenskan utvecklade Schyman idén med motionen, genom att förespråka fördelningspolitiska instrument från män till kvinnor.
Schyman blev senare talesperson för Feministiskt Initiativ, som 2006 presenterade ett förslag om en särskild skatt som skulle betalas av män, och som kallas "jämställdhetsskatt". Förslaget användes dock inte i Feministiskt initiativ:s valplattform  och partiet hade andra förslag för hur löneskillnaden mellan kvinnor och män ska jämnas ut. 
Under 2010-talet har flera politiker och skribenter föreslagit "mansskatt". Umeå kommuns jämställdhetsutskott föreslog 2013 en "jämställdhetsskatt" som skulle innebära högre kommunalskatt för män än kvinnor. Vänsterpartiet i Östergötland anslöt sig till förslaget. Krönikören Gunnar Bergdahl föreslog mansskatt i en kulturartikel i Helsingborgs Dagblad 2011. Ett annat förslag presenterades av ETC-redaktören Johan Ehrenberg den 5 mars 2014, under rubriken "Dags att införa mansskatt". Även Sveriges Kvinnolobby och skribenterna Malin Wollin och Lady Dahmer har föreslagit mansskatt.